# شهرداری لوچه
شهرداری لوچه (به لاتین: Municipality of Luče) یک منطقهٔ مسکونی در اسلوونی است که در اسلوونی واقع شده‌است. شهرداری لوچه ۱۰۹٫۵ کیلومتر مربع مساحت و ۱٬۶۰۹ نفر جمعیت دارد.